# Чёрное (Московская область)
Чёрное — деревня в городском округе Балашиха Московской области.
На 2021 год население составляет 5600 человек. Крупнейший населённый пункт городского округа — город Балашиха находится в 10 км от деревни.
Деревня Чёрное входит в городской округ Балашиха по постановлению от 31.05.2007 № 18/184, принятому решением Совета депутатов городского округа Балашиха от 22.05.2007 № 31/184, и согласно уставу городского округа.
Ранее в деревне дислоцировался 321 военно-строительный отряд (в/ч 43017).
До 1994 года Чёрное — центр Черновского сельсовета, в 1994—2006 — центр Черновского сельского округа.

## Население
| 1926 | 2002  | 2006  | 2010  | 2021  |
| ---- | ----- | ----- | ----- | ----- |
| 743  | ↗5803 | ↘3549 | ↗4047 | ↗5600 |